# Zwitserland op de Paralympische Winterspelen 2010
Zwitserland nam deel aan de Paralympische Winterspelen 2010 in Vancouver, Canada. 

## Alpineskiën

### Vrouwen
| Atleet            | Evenement                       | Finale | Finale | Finale | Finale      | Finale          | Finale |
| Atleet            | Evenement                       | Run 1  | Run 2  | Run 3  | Totale tijd | Berekende tijd  | Rank   |
| ----------------- | ------------------------------- | ------ | ------ | ------ | ----------- | --------------- | ------ |
| Nadja Baumgartner | reuzenslalom (visuele handicap) |        |        |        |             | diskwalificatie |        |
| Nadja Baumgartner | slalom (visuele handicap)       |        |        |        |             |                 | 4e     |
| Karin Fasel       | slalom staand                   |        |        |        |             |                 | 11e    |
| Karin Fasel       | reuzenslalom staand             |        |        |        |             | DNF             |        |
| Anita Fuhrer      | reuzenslalom zittend            |        |        |        |             |                 | 10e    |

### Mannen
| Atleet          | Onderdeel              | Finale | Finale | Finale | Finale     | Finale          | Finale |
| Atleet          | Onderdeel              | Run 1  | Run 2  | Run 3  | Total Time | Calculated Time | Rank   |
| --------------- | ---------------------- | ------ | ------ | ------ | ---------- | --------------- | ------ |
| Michael Brugger | afdaling staand        |        |        |        |            |                 | Zilver |
| Michael Brugger | slalom staand          |        |        |        |            |                 | 13e    |
| Michael Brugger | reuzenslalom staand    |        |        |        |            |                 | 8e     |
| Micha Josi      | slalom staand          |        |        |        |            |                 | 30e    |
| Micha Josi      | afdaling staand        |        |        |        |            |                 | 20e    |
| Christoph Kunz  | afdaling zittend       |        |        |        |            |                 | Goud   |
| Christoph Kunz  | reuzenslalom zittend   |        |        |        |            |                 | Zilver |
| Thomas Pfyl     | slalom staand          |        |        |        |            |                 | 7e     |
| Thomas Pfyl     | reuzenslalom staand    |        |        |        |            |                 | 7e     |
| Thomas Pfyl     | afdaling staand        |        |        |        |            |                 | 8e     |
| Thomas Pfyl     | supercombinatie staand |        |        |        |            |                 | 10e    |
| Hans Pleisch    | slalom zittend         |        |        |        |            |                 | 19e    |
| Hans Pleisch    | reuzenslalom zittend   |        |        |        |            |                 | 12e    |
| Hans Pleisch    | afdaling zittend       |        |        |        |            |                 | 8e     |

## Biatlon
- Bruno Huber
Biatlon: 2,4 km achtervolging, zittend: 10e plaats
Biatlon: 12,5 km, zittend: 11e plaats

## Langlaufen

### Vrouwen
- Chiara Devittori-Valnegri
Langlaufen: 5 km klassiek, staannd: 7e plaats

### Mannen
- Bruno Huber
Langlaufen: 10 km, zittend: 25e plaats

## Rolstoelcurling
- Martin Bieri
- Manfred Bolliger
- Claudia Hüttenmoser
- Anton Kehrli
- Daniel Meyer